# Златник
Златници спадају у најстарије видове новца.Прве златне новчиће у историји исковао је лидијски краљ Крез око 560. п. н. е., недуго након што је прве сребрњаке израдио краљ Феидон из Аргоса око 700. п. н. е.
Златници су веома дуго одржали примарну функцију новца, а престали су да се користе тек почетком 20. века. Већина земаља у свету престала је да израђује златнике као монету до 1933. године.
Међутим, позлаћени новчићи (који нису израђени од злата) се и даље користе у многим земљама.

## Колекционарски златници
Многи чиниоци утичу на вредност златника, нпр. реткост, старост, стање и број искованих новчића. У веома тражене колекционарске златнике спадају Aureus, Solidus и Spur Ryal.
У нашој земљи, Народна банка је од 1968. године, када је започела издавање пригодног кованог новца, па до данас издала 24 емисије пригодног кованог новца.
У јулу 2002. је код Сотбија продат веома редак златник „двоструки орао“ од 20 долара из 1933. за рекордних 7.590.020 долара, што га чини далеко највреднијим новчићем који је икад продат. Почетком 1933. године америчка Ковница новца је израдила више од 445.000 новчића „двоструки орао“, али је већина њих предата и претопљена након Уредбе бр. 6102. Сачувано је тек неколико тих новчића.
Канадска Ковница новца је 2007. произвела златник од 100 kg у апоену од 1.000.000 канадских долара, иако је садржај злата тада вредео преко 2 милиона канадских долара. Пречник му је 50 cm, а дебљина 3 cm. Намена му је била да промовише нову серију новчића "канадски златни јаворов лист", али је након интересовања неколико купаца Ковница обзнанила да ће их производити по поруџбини и продавати по цени између 2,5 и 3 милиона канадских долара. Од 3. маја 2007. до данас потврђено је пет наруџбина. Аустрија је претходно израдила златник пречника 37 cm, тежак 31 kg и вредан 100.000 евра (око 153.000 канадских долара).
Дана 4. октобра 2007. Дејвид Албаниз (председник компаније Albanese Rare Coins) изјавио је да је златник од 10 долара из 1804. године (израђен за америчког председника Ендруа Џексона као дипломатски поклон) продат анонимном приватном колекционару за 5 милиона долара.
- Златни гулден
- Двоструки орао

## Вредносни златници
Осим колекционарских златника, популарни су и вредносни златници код људи који помоћу њих желе да се боре против инфлације или да сачувају вредност. Јужноафричка Република је у ту сврху 1967. увела кругеранд; то је разлог што је одабрана погодна и знаменита мера садржаја злата од тачно једне фине унце. То је био први модерни вредносни златник мале додатне вредности (тј. цена му је тек незнатно већа од тржишне вредности злата). Вредносни златници се израђују у деловима финих унци – обично као пола, четвртина или десетина унце. Вредносни златници немају номиналну вредност зато што њихова вредност зависи углавном од њихове масе и тренутне тржишне цене племенитог метала од кога су израђени. (Ако је номинална вредност означена на кованици, онда је то урађено због правних или других разлога и скоро увек је знатно мања од стварне вредности.) Међународна валутна ознака за злато према стандарду ISO 4217 је XAU.
Вредносни златници се обично израђују у величинама од 1, 1/2, 1/4, 1/10 и 1/20 унце. Већина земаља користи један дизајн који остаје исти сваке године, док их неке сваке године мењају, па зато у већини случајева кованице на себи имају годину израде. Вредносни златник од 1/10 унце је отприлике исте величине као кованица од 1 динар. Вредносни златник од 1 унце је велик приближно као кованица од 20 динара.
- Амерички златни орао

Неки од вредносних златника, од којих су многи названи према сликама које носе:
- Аустријски „филхармоникер“
- Британска „британиа“
- Кинеска „панда“
- Исламски златни динар
- Руски „червоњец“
- Швајцарски „френели“

## Фалсификати
У оптицају су одлично израђени фалсификати златника. Рецимо, Saint-Gaudens Double Eagle омега фалсификат је познат по својој сложености и успео је да превари многе стручњаке за нумизматику. Због брзог хабања спољног премаза ови новчићи не трају много година. У случају лоших фалсификата добра вага обично може да одреди да ли је у питању фалсификат; међутим, постоје многи добро фалсификовани антички новчићи који не само што су потпуно од злата, већ и од одговарајуће количине злата.
Амерички златник од 20 долара ("двоструки орао") има уздигнута слова у близини обода. Ако новчић нема спољну кружницу, слова на врху су потпуно равна. Ако су благо заобљена а новчић нема кружницу, у питању је фалсификат. Међутим, неки фалсификати немају ову ману.
Постоје и други фалсификовани новчићи код којих легура злата и бакра није добро измешана. На таквим фалсификатима се назиру шаре.
Грижење је стари начин за проверу да ли је неки златник фалсификат. Пошто је чисто злато релативно меко, сваки метал помешан са златом (да би се смањила његова вредност) повећава тврдоћу новчића, па га је теже загристи. Фалсификовање златних новчића (и других облика) је ретко јер се прилично лако открива поређењем њихове масе, боје и величине са аутентичним примерком, као и зато што цена прецизне репродукције неког новчића може превазићи тржишну вредност оригинала.

## Игре
Злато и златници се користе као средство плаћања у бројним играма на табли и видео-играма, нпр. Dungeons and Dragons, Ultima Online, World of Warcraft, RuneScape, Dark Age of Camelot, Champions of Norrath, Champions: Return To Arms и Shadowbane.